# Bugha al-Kabir
Bugha al-Kabir est un général turc qui a servi les califes abbassides Al-Wathiq et Al-Mutawakkil. Il a joué un rôle important dans l'écrasement de plusieurs révoltes. 
Il est mentionné pour la première fois en 835, quand il prend possession de terres. Il participe alors à la répression de la révolte de Babak Khorramdin dans l'armée abbasside, et les années suivantes il conduit ses propres troupes. Il dirige l'arrière-garde du calife Al-Mutasim lors de la bataille d'Amorium en 828. En 852-855, il est envoyé par le calife Al-Mutawakkil à la tête de 200 000 hommes contre les Arméniens révoltés. Ils sont écrasés, leur pays est dévasté. Une grande partie de la noblesse est exterminée. L'Arménie est ramenée dans une vassalité provisoire vis-à-vis des Abbassides. Il meurt en 862.

## Sources
- (en) Daniel Pipes, Slave soldiers and Islam : the genesis of a military system, New Haven, Yale University Press, 1981, 246 p. (ISBN 978-0-300-02447-0, lire en ligne)